# John Baldessari
John Anthony Baldessari, ameriški umetnik, * 17. junij 1931, National City, Kalifornija, ZDA, † 2. januar 2020, Los Angeles, Kalifornija.

## Umetniški profil
Baldessari sodi med najpomembnejše predstavnike sodobne konceptualne in medijske umetnosti. Živi in deluje v Santa Monici v Kaliforniji. V svojih delih pogosto ironizira sodobno umetnostno teorijo ter jo reducira do absurda. Do danes je imel že več kot 120 samostojnih, sodeloval pa je še na preko 300 skupinskih razstavah v ZDA in Evropi. 

## Dela in teme
Slika ter ustvarja fotografske projekte, video performanse, kolaže in konceptualno umetnost. 
Njegova prva večja dela so bila gola platna z naslikanimi izjavami sodobne umetnostne teorije. Na enem takih platen je celo zapisal gledalcu kako naj opazuje razstavljeni predmet. S tem nenehnim poudarjanjem vloge umetnosti, je hotel njen pomen absurdizirati. 
Leta 1970 je v okviru svojega projekta Cremation Project zažgal vsa svoja dela, ustvarjena med letoma 1953 in 1966. 
Tem so sledila dela, kjer je fotografije kombiniral s tekstom, s čimer se je želel poigrati s semantičnim oziroma estetičnim pomenom videnega. Za California Map Project se je recimo lotil iskanja naravnih oblik, ki bi ustrezala črkam v besedi »California«. 
Baldessari se je zanimal za jezik. Menil je, da to izhaja iz dejstva, da ima jezik podobno strukturo kot jo imajo igre - oba koncepta imata obvezna in izbirna pravila. To dejstvo je Baldessari uporabil na primer v svojem projektu Throwing 4 Balls in the Air to Get a Square, v katerem je enostavno vrgel v zrak 4 krogle hkrati, fotografiral doseženo in nato naredil izbor najboljših od 36 poskusov - preprosto zato, ker ima standardni fotografski film pač na voljo 36 posnetkov. 
John Baldessari je med drugim prejel nagrado kalifornijskega guvernerja za življenjsko delo na področju vizualnih umetnosti (1997), nagrado Oskarja Kokoschke leta 1996 ter Guggenheimovo štipendijo leta 1988.